# Ron Franz
Ronald Stephen Franz, detto Ron (Kansas City, 20 ottobre 1945 – Fort Walton Beach, 3 ottobre 2022), è stato un cestista statunitense, professionista nella ABA.

## Carriera
È stato selezionato dai Detroit Pistons al quarto giro del Draft NBA 1967 (33ª scelta assoluta).

## Palmarès
- Cinquantasettesimo miglior marcatore di sempre ABA
- Cinquantacinquesimo migliore rimbalzista di sempre ABA